# Cheveuges
Cheveuges é uma comuna francesa na região administrativa de Grande Leste, no departamento Ardenas. Estende-se por uma área de 8,89 km². Em 2010 a comuna tinha 449 habitantes (densidade: 50,5 hab./km²).